# Tomáš Lipský
Tomáš Lipský (* 16. duben 1990 Praha) je český herec. Pochází z významné herecké rodiny Lipských. Jeho děd byl Oldřich Lipský.

## Počátky
Narodil se v Praze do známé české herecké rodiny.

## Kariéra
Poprvé se objevil ve filmu v roce 2001, a to konkrétně ve filmovém zpracování známé české pohádky Mach, Šebestová a kouzelné sluchátko. V roce 2003 si ho režisér Zdeněk Troška vybral jako zlobivého Pepíčka do své filmové trilogie založené na známých anekdotách s názvem Kameňák.

## Filmografie
- 2001 – Mach, Šebestová a kouzelné sluchátko
- 2003 – Kameňák
- 2004 – Kameňák 2
- 2005 – Kameňák 3
- 2011 – Do naha! (krátký film)